# Igor Portniaguine
Igor Igorévitch Portniaguine (en russe : Игорь Игоревич Портнягин) est un footballeur international russe né le 7 janvier 1989 à Vladivostok. Il évolue au poste d'attaquant.

## Biographie
Natif de Vladivostok où il commence la pratique du football, Portniaguine déménage par la suite à Ijevsk où il fait ses débuts professionnels au sein du SOYOUZ-Gazprom à l'âge de 16 ans en 2005 en troisième division, disputant par la suite 29 rencontres pour trois buts entre 2005 et 2007. Il rejoint en début d'année 2008 le Rubin Kazan à l'âge de 19 ans et y fait ses débuts le 5 août 2008 à l'occasion d'un match de Coupe de Russie contre le Smena Komsomolsk-sur-l'Amour. Il doit cependant attendre le 4 avril 2009 pour faire ses débuts en championnat de première division contre le FK Moscou et le 15 juillet pour inscrire ses premiers buts avec le club, inscrivant un doublé en Coupe contre le Volga Tver tandis qu'il marque son premier but en championnat le 29 novembre face au Kouban Krasnodar lors de la dernière journée de la saison 2009 qui voit le Rubin terminer champion de Russie,. Il dispute l'année suivante sa première rencontre européenne le 11 mars 2010 contre le VfL Wolfsburg dans le cadre des huitièmes de finale de la Ligue Europa mais reste peu utilisé en championnat avec seulement quatre matchs joués.
Il est finalement prêté au Spartak Naltchik pour le début de la saison 2011-2012, où il dispute 18 rencontres pour un but marqué, le prêt étant brièvement brièvement interrompu à l'été 2011 qui voit Portniaguine retourner au Rubin où il dispute un match avant de retourner à Naltchik dès la fin du mois d'août. Le prêt se termine définitivement à la fin de l'année 2011 et il est ensuite envoyé au Tom Tomsk pour la fin de saison, qui s'achève sur la relégation à la fois de Tomsk et de Naltchik de la première division.
Une nouvelle fois prêté à l'été 2012, cette fois au Neftekhimik Nijnekamsk en deuxième division, il y connaît sa saison la plus prolifique, marquant 16 buts en 19 rencontres de championnat lors de la deuxième partie de l'année 2012, dont cinq contre le seul Spartak Naltchik contre qui il inscrit un doublé et un triplé et quatre contre le Torpedo Moscou à la faveur de deux doublés en deux matchs, ce qui lui permet de se classer deuxième meilleur buteur du championnat au terme de l'exercice en n'ayant joué qu'une partie de la saison. Son prêt est en effet rompu en début d'année 2013 et il est finalement prêté au Krylia Sovetov Samara pour la fin de l'exercice 2012-2013 en première division, avec qui il dispute sept rencontres et est décisif lors des barrages de relégation qui le voient inscrit deux buts et délivrer deux passes décisives contre le Spartak Naltchik tandis que le Krylia se maintient sur le score de 7-2.
Connaissant un cinquième prêt lors de l'exercice 2013-2014, qui le voit faire son retour au Tom Tomsk, Portniaguine dispute 32 rencontres avec le club et marque sept buts, dont un lors des barrages de relégation face au FK Oufa, qui ne suffit cependant pas à maintenir l'équipe à la fin de la saison. Il retourne finalement de manière pérenne au Rubin Kazan à l'été 2014 et y devient cette fois un titulaire régulier lors de la saison 2014-2015, où il dispute 28 matchs et marque onze buts, avec notamment deux doublés contre le FK Rostov et l'Amkar Perm tandis que le club termine cinquième du championnat. Ses performances cette saison-là lui valent d'être sélectionné par Fabio Capello avec la sélection russe, pour qui il dispute la deuxième période d'un match amical contre le Kazakhstan le 31 mars 2015,.
Moins performant lors de l'exercice 2015-2016 avec seulement quatre buts marqués en championnat, il prend en parallèle part à la Ligue Europa 2015-2016 où il dispute sept rencontres et inscrit un but lors de la phase qualificative face au Sturm Kraz. Il est transféré à l'été 2016 au Lokomotiv Moscou pour un montant de trois millions d'euros, et y dispute cinq matchs avant de se blesser gravement à la hanche au début du mois d'octobre 2016 et de rater le reste de la saison,,. Prêté à l'Oural Iekaterinbourg pour la saison 2017-2018, il est cependant très peu utilisé avec seulement douze rencontres jouées, dont trois en tant que titulaire, pour un seul but marqué. Il fait ensuite son retour en deuxième division lors de l'exercice suivant qui le voit évoluer pour le FK Khimki lors de la première partie de saison puis au Baltika Kaliningrad pour la deuxième partie, pour un total de 21 rencontres jouées et trois buts marqués. Il quitte par la suite librement le Lokomotiv Moscou à l'été 2019 pour rejoindre le FK Nijni Novgorod. Après un début de saison correct qui le voit marquer cinq buts en treize rencontres, il se blesse gravement au cours du mois de septembre et ne joue plus par la suite, résiliant son contrat avec le club en janvier 2020.

## Statistiques
| Saison                | Club                          | Championnat           | Championnat | Championnat | Coupe(s) nationale(s) | Coupe(s) nationale(s) | Compétition(s) continentale(s) | Compétition(s) continentale(s) | Compétition(s) continentale(s) | Total | Total |
| Saison                | Club                          | Division              | M.          | B.          | M.                    | B.                    | Comp.                          | M.                             | B.                             | M.    | B.    |
| 2005                  | Gazovik-Gazprom Ijevsk        | D3                    | 6           | 1           | -                     | -                     | -                              | -                              | -                              | 6     | 1     |
| 2006                  | SOYOUZ-Gazprom Ijevsk         | D3                    | 10          | 0           | 2                     | 0                     | -                              | -                              | -                              | 12    | 0     |
| 2007                  | SOYOUZ-Gazprom Ijevsk         | D3                    | 10          | 2           | 1                     | 0                     | -                              | -                              | -                              | 11    | 2     |
| Sous-total            | Sous-total                    | Sous-total            | 26          | 3           | 3                     | 0                     | -                              | -                              | -                              | 29    | 3     |
| 2008                  | Rubin Kazan                   | D1                    | -           | -           | 1                     | 0                     | -                              | -                              | -                              | 1     | 0     |
| 2009                  | Rubin Kazan                   | D1                    | 2           | 1           | 1                     | 2                     | -                              | -                              | -                              | 3     | 3     |
| 2010                  | Rubin Kazan                   | D1                    | 4           | 0           | -                     | -                     | C3                             | 1                              | 0                              | 5     | 0     |
| 2011-2012             | Rubin Kazan                   | D1                    | 1           | 0           | -                     | -                     | -                              | -                              | -                              | 1     | 0     |
| Sous-total            | Sous-total                    | Sous-total            | 7           | 1           | 2                     | 2                     | -                              | 1                              | 0                              | 10    | 3     |
| 2011-2012             | Spartak Naltchik (prêt)       | D1                    | 18          | 1           | -                     | -                     | -                              | -                              | -                              | 18    | 1     |
| 2011-2012             | Tom Tomsk (prêt)              | D1                    | 8           | 0           | -                     | -                     | -                              | -                              | -                              | 8     | 0     |
| 2012-2013             | Neftekhimik Nijnekamsk (prêt) | D2                    | 19          | 16          | 1                     | 0                     | -                              | -                              | -                              | 20    | 16    |
| 2012-2013             | Krylia Sovetov Samara (prêt)  | D1                    | 5           | 0           | -                     | -                     | -                              | -                              | -                              | 5     | 0     |
| 2013-2014             | Tom Tomsk (prêt)              | D1                    | 28          | 4           | 2                     | 2                     | -                              | -                              | -                              | 30    | 6     |
| Sous-total            | Sous-total                    | Sous-total            | 78          | 21          | 3                     | 2                     | -                              | -                              | -                              | 81    | 23    |
| 2014-2015             | Rubin Kazan                   | D1                    | 26          | 11          | 2                     | 1                     | -                              | -                              | -                              | 28    | 12    |
| 2015-2016             | Rubin Kazan                   | D1                    | 24          | 4           | -                     | -                     | C3                             | 7                              | 1                              | 31    | 5     |
| 2016-2017             | Rubin Kazan                   | D1                    | 2           | 0           | -                     | -                     | -                              | -                              | -                              | 2     | 0     |
| Sous-total            | Sous-total                    | Sous-total            | 52          | 15          | 2                     | 1                     | -                              | 7                              | 1                              | 61    | 17    |
| 2016-2017             | Lokomotiv Moscou              | D1                    | 4           | 0           | 1                     | 1                     | -                              | -                              | -                              | 5     | 1     |
| 2017-2018             | Oural Iekaterinbourg (prêt)   | D1                    | 12          | 1           | -                     | -                     | -                              | -                              | -                              | 12    | 1     |
| 2018-2019             | FK Khimki (prêt)              | D2                    | 12          | 2           | 1                     | 1                     | -                              | -                              | -                              | 13    | 3     |
| 2018-2019             | Baltika Kaliningrad (prêt)    | D2                    | 8           | 0           | -                     | -                     | -                              | -                              | -                              | 8     | 0     |
| 2019-2020             | FK Nijni Novgorod             | D2                    | 13          | 5           | -                     | -                     | -                              | -                              | -                              | 13    | 5     |
| Sous-total            | Sous-total                    | Sous-total            | 49          | 8           | 2                     | 2                     | -                              | -                              | -                              | 51    | 10    |
| Total sur la carrière | Total sur la carrière         | Total sur la carrière | 212         | 48          | 12                    | 7                     | -                              | 8                              | 1                              | 232   | 56    |

## Palmarès
Rubin Kazan
- Champion de Russie en 2009.